# Associação Educacional, Esportiva e Social do Brasil 2023-2024
Questa voce raccoglie le informazioni riguardanti il Associação Educacional, Esportiva e Social do Brasil nella stagione 2023-2024.

## Stagione
Il Associação Educacional, Esportiva e Social do Brasil utilizza la denominazione sponsorizzata Montes Claros/América Vôlei nella stagione 2023-24.
Partecipa per l'undicesima volta alla Superliga Série A, classificandosi al dodicesimo e ultimo posto in regular season, finendo così per retrocedere.
In ambito locale ottiene un sesto posto al Campionato Mineiro, mancando l'accesso alla fase finale del torneo.

## Organigramma societario
Area direttiva
- Presidente: Tamirys Souza

Area tecnica
- Allenatore: William Santa Maria (fino a dicembre), Fabiano Ribeiro (da dicembre)
- Secondo allenatore: Walner Santos (fino a dicembre), William Santa Maria (da dicembre)
- Assistente allenatore: Gabriel Moraes
- Preparatore atletico: Deividy Arruda

Area sanitaria
- Medico: Pedro Rocha

## Rosa
| N° | Nome                 | Ruolo | Data di nascita  | Nazionalità sportiva |
| -- | -------------------- | ----- | ---------------- | -------------------- |
| 1  | Rafael Forster       | P     | 22 febbraio 2002 | Brasile              |
| 2  | Diego Arias          | S     | 4 maggio 2004    | Brasile              |
| 2  | Pedro Rocha          | L     | 6 agosto 1999    | Brasile              |
| 5  | Kaio Timbó           | C     | 30 giugno 1997   | Brasile              |
| 6  | Gabriel Armanelli    | O     | 2 gennaio 2000   | Brasile              |
| 7  | Jônatas Cardoso      | S     | 20 maggio 1993   | Brasile              |
| 8  | Diego dos Santos     | L     | 30 gennaio 1989  | Brasile              |
| 9  | Gabriel Scheffer     | S     | 10 agosto 2001   | Brasile              |
| 10 | Thiago Mazzoni       | L     | 7 giugno 2003    | Brasile              |
| 11 | Moisés de Sousa      | P     | 16 dicembre 2002 | Brasile              |
| 12 | Pedro Silva          | C     | 16 dicembre 2003 | Brasile              |
| 13 | Reinaldo da Silva    | S     | 13 aprile 1989   | Brasile              |
| 15 | Maxillam Lima        | S     | 22 luglio 1996   | Brasile              |
| 16 | Matheus de Paula     | C     | 5 agosto 1999    | Brasile              |
| 17 | Leonardo Pinheiro    | O     | 9 febbraio 1986  | Brasile              |
| 18 | Melquisedeque Vieira | C     | 27 giugno 1997   | Brasile              |
| 19 | Matías Banda         | P     | 5 settembre 1995 | Cile                 |
| 20 | Róbson Augusto       | C     | 2 giugno 1985    | Brasile              |
| -  | Angellus da Silva    | O     | 6 settembre 2000 | Brasile              |

## Mercato
| Acquisti                               | Acquisti          | Acquisti          | Acquisti   |
| R.                                     | Nome              | da                | Modalità   |
| -------------------------------------- | ----------------- | ----------------- | ---------- |
| O                                      | Gabriel Armanelli | Índios Guarus     | definitivo |
| P                                      | Matías Banda      | VKP Bratislava    | definitivo |
| S                                      | Jônatas Cardoso   | Niterói           | definitivo |
| O                                      | Angellus da Silva | Suzano            | definitivo |
| S                                      | Reinaldo da Silva | Instituto CUCA    | definitivo |
| C                                      | Matheus de Paula  | Vitória           | definitivo |
| P                                      | Moisés de Sousa   | São Sebastião     | definitivo |
| L                                      | Diego dos Santos  | Suzano            | definitivo |
| P                                      | Rafael Forster    | Niterói           | definitivo |
| S                                      | Maxillam Lima     | ABCD              | definitivo |
| O                                      | Leonardo Pinheiro | Aldebarán         | definitivo |
| S                                      | Gabriel Scheffer  | Norte Catarinense | definitivo |
| C                                      | Kaio Timbó        | Norte Catarinense | definitivo |
| Trasferimenti nel corso della stagione |                   |                   |            |
| S                                      | Diego Arias       | Suzano            | definitivo |
| L                                      | Thiago Mazzoni    | -                 | definitivo |
| C                                      | Pedro Silva       | BVC               | definitivo |

| Cessioni                               | Cessioni            | Cessioni         | Cessioni   |
| R.                                     | Nome                | a                | Modalità   |
| -------------------------------------- | ------------------- | ---------------- | ---------- |
| P                                      | Cláudio Bento       | Vôlei Pró        | definitivo |
| S                                      | Douglas Bueno       | Sanest Khánh Hòa | definitivo |
| S                                      | Marcos da Silva     | Futuro           | definitivo |
| C                                      | Symon de Lima       | América          | definitivo |
| L                                      | Gian de Moraes      | Suzano           | definitivo |
| O                                      | Breno do Nascimento | APAN             | definitivo |
| P                                      | Jó Maurício Neto    | BVC              | definitivo |
| S                                      | Lucaian Pereira     | Índios Guarus    | definitivo |
| C                                      | Alesson Santiago    | Corona Brașov    | definitivo |
| C                                      | Murilo Sgorlon      | Neurologia Ativa | definitivo |
| S                                      | Matheus Silva       | Mende            | definitivo |
| C                                      | Luiz Sopschuk       | Emevé            | definitivo |
| O                                      | Luiz Henrique Sousa | América          | definitivo |
| S                                      | Lucas Veloso        | ?                | ritirato   |
| P                                      | Alexsandro Vicente  | -                | ritirato   |
| Trasferimenti nel corso della stagione |                     |                  |            |
| O                                      | Angellus da Silva   | -                | svincolato |

## Risultati

### Superliga Série A

#### Girone di andata
| 1ª giornata - 14 novembre 2023 Farma Conde Arena, São José dos Campos          | Amigos do Vôlei   | 3 - 2 | AEESB             | 25-23, 23-25, 25-19, 20-25, 15-12 |
| 2ª giornata - 17 novembre 2023 Ginásio Municipal Tancredo Neves, Montes Claros | AEESB             | 3 - 2 | APAN              | 20-25, 25-20, 19-25, 25-21, 22-20 |
| 3ª giornata - 26 novembre 2023 Ginásio do Riacho, Belo Horizonte               | Sada              | 3 - 0 | AEESB             | 25-15, 25-18, 25-19               |
| 4ª giornata - 30 novembre 2023 Ginásio Municipal Tancredo Neves, Montes Claros | AEESB             | 0 - 3 | Norte Catarinense | 16-25, 20-25, 21-25               |
| 5ª giornata - 7 dicembre 2023 Ginásio Poliesportivo Raul Belém, Uberlândia     | Academia do Vôlei | 3 - 2 | AEESB             | 16-25, 25-16, 19-25, 25-23, 15-11 |
| 6ª giornata - 12 dicembre 2023 Ginásio Municipal Tancredo Neves, Montes Claros | AEESB             | 0 - 3 | Índios Guarus     | 21-25, 27-29, 19-25               |
| 7ª giornata - 18 dicembre 2023 Arena Juscelino Kubitschek, Belo Horizonte      | Minas             | 3 - 0 | AEESB             | 25-18, 25-23, 25-19               |
| 8ª giornata - 22 dicembre 2023 Ginásio Marcello de Castro Leite, San Paolo     | Sesi              | 3 - 0 | AEESB             | 25-13, 25-19, 25-20               |
| 9ª giornata - 9 gennaio 2024 Ginásio Municipal Tancredo Neves, Montes Claros   | AEESB             | 2 - 3 | BVC               | 21-25, 25-18, 25-18, 21-25, 21-23 |
| 10ª giornata - 13 gennaio 2024 Ginásio General Mário Brum, Uberlândia          | ABCD              | 3 - 1 | AEESB             | 25-18, 22-25, 25-22, 25-21        |
| 11ª giornata - 17 gennaio 2024 Ginásio Municipal Tancredo Neves, Montes Claros | AEESB             | 0 - 3 | Suzano            | 22-25, 20-25, 20-25               |

#### Girone di ritorno
| 12ª giornata - 20 gennaio 2024 Ginásio Municipal Tancredo Neves, Montes Claros  | AEESB             | 1 - 3 | Amigos do Vôlei   | 21-25, 25-22, 21-25, 16-25 |
| 13ª giornata - 29 gennaio 2024 Ginásio Sebastião Cruz, Blumenau                 | APAN              | 3 - 1 | AEESB             | 23-25, 25-17, 25-16, 25-21 |
| 14ª giornata - 2 febbraio 2024 Ginásio Municipal Tancredo Neves, Montes Claros  | AEESB             | 0 - 3 | Sada              | 21-25, 19-25, 16-25        |
| 15ª giornata - 10 febbraio 2024 Centreventos Cau Hansen, Joinville              | Norte Catarinense | 3 - 0 | AEESB             | 26-24, 25-23, 25-22        |
| 16ª giornata - 21 febbraio 2024 Ginásio Municipal Tancredo Neves, Montes Claros | AEESB             | 1 - 3 | Academia do Vôlei | 25-23, 19-25, 23-25, 22-25 |
| 17ª giornata - 24 febbraio 2024 Ginásio Ponte Grande, Guarulhos                 | Índios Guarus     | 3 - 1 | AEESB             | 25-19, 25-22, 23-25, 25-21 |
| 18ª giornata - 2 marzo 2024 Ginásio Municipal Tancredo Neves, Montes Claros     | AEESB             | 1 - 3 | Minas             | 16-25, 21-25, 25-21, 19-25 |
| 19ª giornata - 6 marzo 2024 Ginásio Municipal Tancredo Neves, Montes Claros     | AEESB             | 0 - 3 | Sesi              | 21-25, 17-25, 22-25        |
| 20ª giornata - 15 marzo 2024 Ginásio do Taquaral, Campinas                      | BVC               | 3 - 0 | AEESB             | 25-21, 25-23, 25-19        |
| 21ª giornata - 20 marzo 2024 Ginásio Municipal Tancredo Neves, Montes Claros    | AEESB             | 0 - 3 | ABCD              | 19-25, 16-25, 20-25        |
| 22ª giornata - 27 marzo 2024 Arena Suzano, Suzano                               | Suzano            | 3 - 1 | AEESB             | 25-20, 28-30, 25-19, 25-19 |

## Statistiche

### Statistiche di squadra
| Competizione      | Punti | In casa | In casa | In casa | In trasferta | In trasferta | In trasferta | Totale | Totale | Totale |
| Competizione      | Punti | G       | V       | P       | G            | V            | P            | G      | V      | P      |
| ----------------- | ----- | ------- | ------- | ------- | ------------ | ------------ | ------------ | ------ | ------ | ------ |
| Superliga Série A | 5     | 11      | 1       | 10      | 11           | 0            | 11           | 22     | 1      | 21     |
| Totale            | -     | 11      | 1       | 10      | 11           | 0            | 11           | 22     | 1      | 21     |

### Statistiche dei giocatori
| Giocatore     | Superliga Série A | Superliga Série A | Superliga Série A | Superliga Série A | Superliga Série A | Totale | Totale | Totale | Totale | Totale |
| Giocatore     | P                 | PT                | AV                | MV                | BV                | P      | PT     | AV     | MV     | BV     |
| ------------- | ----------------- | ----------------- | ----------------- | ----------------- | ----------------- | ------ | ------ | ------ | ------ | ------ |
| D. Arias      | 2                 | 0                 | 0                 | 0                 | 0                 | 2      | 0      | 0      | 0      | 0      |
| G. Armanelli  | 21                | 75                | 66                | 2                 | 7                 | 21     | 75     | 66     | 2      | 7      |
| R. Augusto    | 8                 | 21                | 12                | 7                 | 2                 | 8      | 21     | 12     | 7      | 2      |
| M. Banda      | 14                | 6                 | 4                 | 2                 | 0                 | 14     | 6      | 4      | 2      | 0      |
| J. Cardoso    | 19                | 200               | 19                | 200               | 174               | 15     | 11     | 174    | 15     | 11     |
| R. da Silva   | 22                | 79                | 66                | 8                 | 5                 | 22     | 79     | 66     | 8      | 5      |
| M. de Paula   | 15                | 64                | 48                | 15                | 1                 | 15     | 64     | 48     | 15     | 1      |
| M. de Sousa   | 9                 | 0                 | 0                 | 0                 | 0                 | 9      | 0      | 0      | 0      | 0      |
| D. dos Santos | 15                | 0                 | 0                 | 0                 | 0                 | 15     | 0      | 0      | 0      | 0      |
| R. Forster    | 22                | 16                | 9                 | 4                 | 3                 | 22     | 16     | 9      | 4      | 3      |
| M. Lima       | 6                 | 40                | 35                | 3                 | 2                 | 6      | 40     | 35     | 3      | 2      |
| T. Mazzoni    | 12                | 0                 | 0                 | 0                 | 0                 | 12     | 0      | 0      | 0      | 0      |
| L. Pinheiro   | 19                | 257               | 230               | 19                | 8                 | 19     | 257    | 230    | 19     | 8      |
| P. Rocha      | 11                | 0                 | 0                 | 0                 | 0                 | 11     | 0      | 0      | 0      | 0      |
| G. Scheffer   | 20                | 212               | 181               | 17                | 14                | 20     | 212    | 181    | 17     | 14     |
| P. Silva      | -                 | -                 | -                 | -                 | -                 | -      | -      | -      | -      | -      |
| K. Timbó      | 14                | 78                | 53                | 18                | 7                 | 14     | 78     | 53     | 18     | 7      |
| M. Vieira     | 21                | 113               | 79                | 23                | 11                | 21     | 113    | 79     | 23     | 11     |

P = presenze; PT = punti totali; AV = attacchi vincenti; MV = muri vincenti; BV = battute vincenti